# Comité français pour la sauvegarde de Venise
 (mars 2022).
Si vous disposez d'ouvrages ou d'articles de référence ou si vous connaissez des sites web de qualité traitant du thème abordé ici, merci de compléter l'article en donnant les références utiles à sa vérifiabilité et en les liant à la section « Notes et références ».

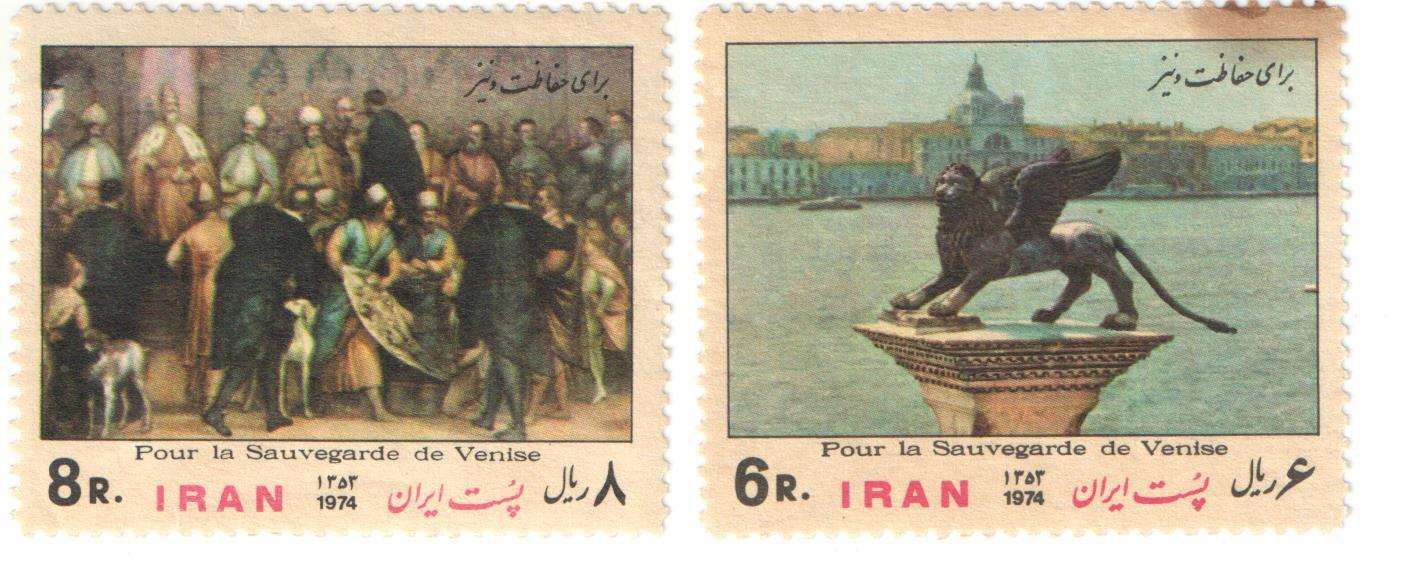
Pour la Sauvegarde de Venise (1974), timbre iranien.

Le Comité français pour la sauvegarde de Venise est une association régie par la loi du 1er juillet 1901 qui pour objet de « contribuer à la restauration d’édifices situés sur le territoire de la Commune de Venise auxquels leur ancienneté et la qualité de leur architecture ou de leur décoration intérieure confère un caractère notoirement artistique ». Il est le deuxième comité privé de mécénat européen.

## Historique
Le Comité français pour la sauvegarde de Venise (CFS Venise) a été créé en 1967 à la suite des grandes inondations qui ont dévasté Venise en 1966, sur l'incitation de René Maheu, directeur général de l'Unesco. Le premier président fut Gaston Palewski, ancien ambassadeur de France en Italie et président du Conseil constitutionnel.
Les personnalités connues qui faisaient partie du comité furent alors André Chastel, Julien Cain tous deux de l'Institut, Marcel Bleustein-Blanchet ou encore Élie Decazes et Cristiana Brandolini d'Adda (en).
En 1985, René Huyghe, Maurice Rheims et Jean d’Ormesson rejoignent le conseil d'administration du comité.
L'historien Jérôme-François Zieseniss en devient le président en 1999.

## Membres
Les personnes actives auprès du comité sont ou furent 
- l’académicien Pierre Rosenberg, président directeur général du musée du Louvre jusqu'en 2001,
- Marie Brandolini, artiste verrière et belle-fille de Pierre Rosenberg,
- Bertrand du Vignaud, président du Fonds mondial pour les monuments Europe,
- Christian Prévost-Marcilhacy, inspecteur général des monuments historiques,
- Raymond Barre, ancien Premier ministre,
- Chantal Berliet, épouse de l'homme d'affaires Alain Mérieux,
- Francine Bernard, épouse de l'homme d'affaires Antoine Bernheim,
- Agnès Schweitzer, épouse de l'homme d'affaires Louis Schweitzer,
- Albina du Boisrouvray, fondatrice de l'Association François-Xavier Bagnoud,
- Pierre Cardin,
- Aude de Thuin, présidente-fondatrice du Women's Forum for the Economy and Society,
- Robert Panhard.

## Principales restaurations
Le comité a notamment pris à sa charge la restauration de la basilique de La Salute, du Casino Venier (depuis 1987, siège de l’Alliance française de Venise), de la Fondation Querini Stampalia et de la basilique San Zanipolo.
Depuis 2000, le comité a entamé la rénovation du musée Correr. Situé sur la place Saint-Marc, les salles sont adoptées par des sociétés ou des personnes qui souhaitent être partenaires du comité et participer ainsi à la sauvegarde de Venise.
Les copies des chevaux de la basilique Saint-Marc sont également rénovées grâce au comité. Les chevaux originaux de Saint-Marc sont restaurés grâce au mécénat du Groupe des jeunes du Comité français pour la sauvegarde de Venise, emmené par François Pignol et Clémentine Martini.